# 3D-bioskrivning

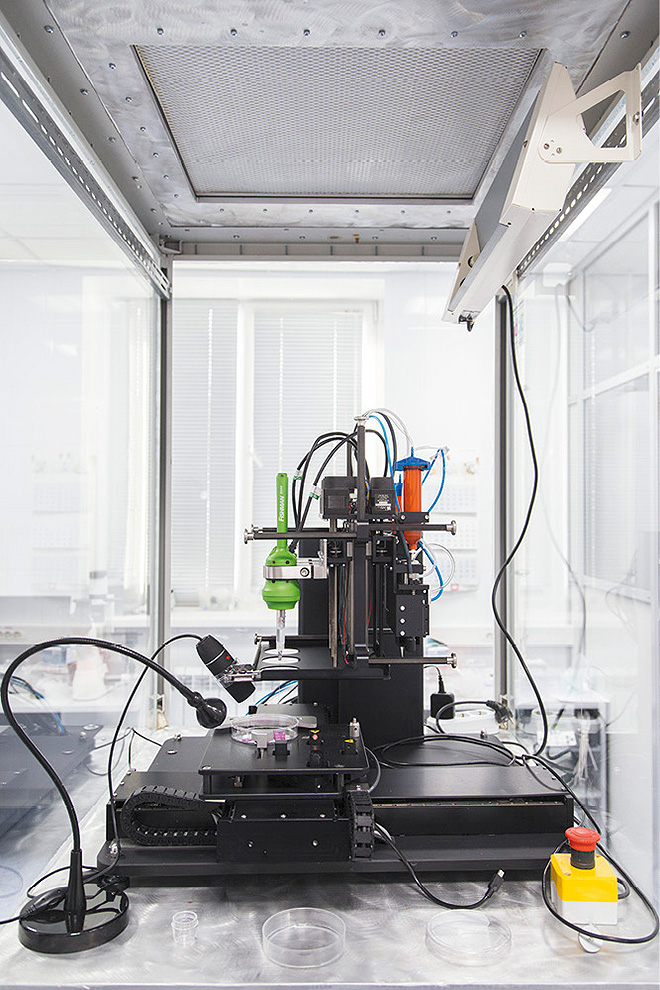
En 3D-bioskrivare

3D-bioskrivning är en process för att skapa cellmönstrade strukturer med hjälp av friformsframställning, där cellernas funktion och livskraft bevaras inom den skrivna strukturen. 3D-bioskrivning använder lager-för-lager-metoden för att skapa vävnadsliknande strukturer som sedan används för vävnadsrekonstruktion och regenerativ medicin.
Bioskrivning täcker ett brett spektrum av olika material. För närvarande kan bioskrivning användas för att skriva vävnader och organ för att hjälpa farmaceutisk forskning. En ytterligare metod inom 3D-bioskrivning är att endast skriva strukturskelett (formgivande struktur). Strukturen kan sedan badas i stamceller, varpå stamcellerna integreras i strukturen. Därpå differentieras cellerna, och den resulterande celltypen bestäms i hög grad av strukturskelettets mekaniska egenskaper. Den resulterande vävnaden kan sedan användas för att återskapa leder och ligament. Det första patentet för denna teknologi registrerades i USA år 2003 och accepterades år 2006.
Tekniken har för närvarande begränsad kommersiell tillämpning. Johnson & Johnson samarbetar med det kanadensiska startup-företaget Aspect Biosystems för att framställa konstgjorda menisker. Sminkföretaget L'Oréal driver ett forskningsprojekt för att skapa artificiell mänsklig hud för att kunna ersätta djurtester och skapar redan cirka 5 kvadratmeter hud per år.
I Sverige forskar Paul Gatenholm på Chalmers tekniska högskola inom 3D-bioskrivningsutveckling.

## Process
3D-bioskrivning består generellt av tre steg: pre-bioskrivning, bioskrivning och post-bioskrivning.

### Pre-bioskrivning
Pre-bioskrivning är den del av processen där en skrivbar modell skapas och de skrivmaterial som ska användas väljs. Ett av de första stegen är att genomföra en vävnadsprovtagning av organet som ska skrivas ut. Friformsframställning skapar 3D-strukturer genom att skriva ut lager för lager, och därför kräver 3D-bioskrivning en tomografisk rekonstruktion av organet som ska återskapas. För att tillgodose detta, används vanligen röntgenundersökning, datortomografi (CT) och magnetkameraundersökning (MRI). Resultatet är en stack av 2D-bilder som omvandlas till ett format som skrivaren kan behandla. I nästa steg isoleras och odlas utvalda celltyper. Dessa celler blandas sedan med ett särskilt näringsmedium som tillgodoser cellerna med syre och näring. I vissa processer kapslas cellerna in i sfäroider av cirka 500 μm i diameter. Ett exempel på en sådan process är extrusion.:165

### Bioskrivning
I nästa steg sker själva skrivningen. I detta steg tillämpas åtminstone en av tre olika skrivtekniker: bläckstråleskrivning/inkjet, mikroextrusion eller laserassisterad skrivning.  Vätskeblandningen (även kallad Bioink), bestående av celler, extracellulär matrix och näring, fyller en bläckpatron för att sedan skrivas enligt modellen som skapats med hjälp utifrån patientens medicinska visualiseringar. Resultatet är en bioskriven förvävnad, som sedan förs in i en inkubator, där denna förvävnad mognar och övergår i vävnad.
En viktig utmaning är att artificiella organ, till exempel lever och njurar som skapas genom 3D-bioskrivning, har visats sakna kritiska komponenter såsom fungerande blodkärl, tubuli för att föra bort urin samt framväxten av de miljarder celler som krävs för att återskapa organen. Utan blodkärl har kroppen ingen förmåga att transportera livsuppehållande näring och syre in i organets djupliggande vävnad.  Då varje vävnad i kroppen är uppdelad i olika celltyper, varierar de tillgängliga skrivteknikerna i förmåga att upprätthålla stabilitet och livskraft hos cellerna under skrivprocessen. Bland metoderna som används för 3D-bioskrivning av celler finns fotolitografi, magnetisk bioprintning, stereolitografi, och direkt cellextrusion.:196

### Post-bioskrivning
Post-bioskrivningsprocessen är nödvändig för att skapa stabila strukturer. Om denna process inte utförs väl, så riskeras det skrivna objektets mekaniska integritet och funktion. För att bibehålla objektet behövs vanligtvis både mekanisk och kemisk stimulering. Stimuleringarna ger upphov till signaler hos cellerna för att kontrollera vävnadstillväxten och -ommodelleringen. Genom den senaste utvecklingen, har bioreaktortekniker möjliggjort snabb vävnadsmognad, nybildning av blodkärl i vävnaden och förmågan att överleva transplantering.
Bioreaktorer fungerar antingen genom att ge upphov till konvektiv näringstransport, mikrogravitationsmiljöer, tryckskillnad som får lösningen att röra sig genom vävnaden eller mekanisk belastning. Varje slags bioreaktor är ideal för olika vävnadsslag. Till exempel är kompressionsbioreaktorer ideala för broskvävnad.:198

## Ledvävnadsrekonstruktion
Den mänskliga kroppen har mycket liten förmåga att reparera skador av viktiga komponenter i ledederna, såsom korsband, ledbrosk och senor. De senaste åren har forskare utvecklat metoder där stamceller och blodplättsberikad plasma injiceras för att främja läkning av ledskador. Att få fram vävnad med likvärdig kvalitet som den naturliga är dock en fortsatt utmaning. En forskningsstudie på grisar, i vilka det främre korsbandet återskapades på artificiell väg med hjälp av 3D-bioskrivning, fann man att dessa grisar var mycket mindre benägna att utveckla artros än de grisar som behandlats genom traditionell korsbandsrekonstruktion.